# Дрор (ручной пулемёт)
Дрор (иврит: "דְּרוֹר" — "воробей") — израильский ручной пулемет, разработанный в 1948 году в подпольных мастерских организации Хагана. Пулемет был создан на основе американского пулемета Джонсона модели 1944 года, который был принят на вооружение Вооруженными силами США, но не получил широкого распространения. Производство Dror продолжалось до 1952 года, когда пулемет был отстранен от конкурса на основной пулемет для ЦАХАЛа в пользу бельгийского пулемета FN Model D.

## История создания
После Второй мировой войны и в условиях вооруженного конфликта за независимость Израиля (1947–1949) армия новой еврейской страны столкнулась с необходимостью создания собственного оружия. В это время Израиль был ограничен в возможностях импорта оружия, что заставило прибегнуть к разработке собственного производства. Одним из таких шагов стала разработка пулемета Dror.
Пулемет был создан в 1948 году в подпольных мастерских организации Хагана, которая позже стала основой для израильской армии. Основой для разработки Dror послужил американский пулемет Джонсона модели 1944 года, использовавшийся во время Второй мировой войны и отличавшийся высокой маневренностью и удобством в боевых условиях. Однако конструкция этого оружия была адаптирована с учетом специфических требований и возможностей израильских вооруженных сил.

## Конструкция
Пулемет Dror имел несколько ключевых характеристик, которые определяли его конструкцию и боевые качества:
- Калибр: Пулемет использовал патрон 7,62×51 мм НАТО, что позволяло ему быть совместимым с другими оружиями, использующими этот стандарт, и обеспечивало достаточную дальность стрельбы и пробивную способность.
- Механизм: Dror использовал газоотводную систему с поворотным затвором, что обеспечивало стабильную работу при высокой скорострельности. Это было распространенное решение для пулеметов того времени, обеспечивающее хорошую отдачу и точность стрельбы.
- Скорострельность: Пулемет имел скорострельность около 600 выстрелов в минуту, что позволяло эффективно поддерживать пехоту на поле боя.
- Питание: Пулемет был оснащен коробчатым магазином на 30 патронов. Такая емкость была достаточной для ведения интенсивного огня, при этом оставалась относительно компактной для личного использования.
- Вес и размеры: Dror был достаточно легким для ручного пулемета, что обеспечивало его мобильность, но при этом обладал достаточно мощной огневой мощью для подавления противника.

## Проблемы и недостатки
Несмотря на свою успешную разработку и некоторое использование в армии Израиля, пулемет имел несколько недостатков:
- Низкая точность на дальних дистанциях: Высокая скорострельность и конструктивные особенности не способствовали высокой точности стрельбы на больших расстояниях.
- Механические проблемы: В процессе эксплуатации наблюдались сбои в подаче патронов и затворе, что снижало общую надежность оружия в боевых условиях.
- Вес: Хотя Dror был легче, чем некоторые другие пулеметы того времени, его вес все же ограничивал мобильность и удобство использования на поле боя.

## Наследие
Пулемет Dror стал важным элементом в истории израильской оружейной промышленности, хотя и не получил широкого распространения. Он стал одним из первых примеров отечественного оружия, созданного в условиях ограниченного доступа к внешним поставкам. Несмотря на его замену более современными образцами, такими как пулемет FN Model D, Dror сыграл свою роль в становлении ЦАХАЛа и является важной вехой в развитии израильского военного оборудования.

## Применение  Dror армией Израиля
Пулемёт Dror использовался в Израиле с 1947 по 1950 год. Его применяли организация «Хагана» (до 1948 года) и ЦАХАЛ (после 1948 года). 
Из-за сверхчувствительности к запылённой среде Dror не участвовал в боевых действиях в войне за независимость 1947–1949 годов